# Hāshemābād (ort i Iran)
Hāshemābād (persiska: هاشِم آباد, هاشم آباد) är en ort i Iran.   Den ligger i provinsen Lorestan, i den västra delen av landet, 400 km sydväst om huvudstaden Teheran. Hāshemābād ligger 1 884 meter över havet och antalet invånare är 185.
Terrängen runt Hāshemābād är huvudsakligen kuperad, men österut är den platt.Runt Hāshemābād är det ganska tätbefolkat, med 56 invånare per kvadratkilometer. Närmaste större samhälle är Nūrābād, 6,8 km öster om Hāshemābād. Trakten runt Hāshemābād består till största delen av jordbruksmark.